# Robia
Robia is een monotypisch geslacht van straalvinnige vissen uit de familie van diepzeehengelvissen (Caulophrynidae).

## Soort
- Robia legula Pietsch, 1979